# DABCO
۱٬۴-دی‌آزابی‌سایکلو[۲٬۲,۲]اکتان (به اختصار DABCO) که بنام تری‌اتیلن‌دی‌آمین (به اختصار TEDA) نیز شناخته می‌شود، یک ترکیب آلی دوحلقه‌ایست با فرمول شیمیایی {\displaystyle {\ce {N2(C2H4)3}}}. این جامد بی‌رنگ یک آمین نوع سوم و باز قویا هسته دوست است که به عنوان کاتالیزور و معرف در پلیمریزاسیون و سنتزهای آلی کاربرد دارد.
ساختمان آن شبیه کوینوکلیدین است که کربن انتهایی‌اش با ازت جایگزین شده باشد.

## واکنش‌ها
مقدار pKa برای [HDABCO]+ (مشتق پروتونه) برابر ۸٫۸ است که تقریباً مانند آلکیل‌آمین‌های دیگر است. هسته دوستی آمین به این دلیل زیاد است که مراکز آمینی آن بدون ممانعت فضایی است. این ماده برای جفت شدن C-C انتهایی استیلنی، مثل فنیل‌استیلن با آ یودورن‌های با کمبود الکترون به قدر کافی قلیایی است.

### کاتالیزور
DABCO به عنوان کاتالیزور قلیایی برای موارد زیر استفاده می‌شود:
- شکل‌گیری پلی‌اورتان از الکل و ایزوسیانات بصورت مونومر و پلیمرها.[۴]
- واکنش بیلیس-هیلمن آلدئیدها و همچنین کتون و آلدئیدهای غیر اشباع.[۵]

### باز لوییس
به عنوان آمینی که ممانعت فضایی ندارد، یک لیگاند و باز لوییس قوی محسوب می‌شود و می‌تواند با هیدروژن‌پراکساید و سولفوراکساید به نسبت ۲:۱ تشکیل بلور دهد.

### سنتز مونومر یونی
DABCO می‌تواند در سنتز مونومرهای دوبارشارژ استایرنی بکار گرفته شود. مونومرهای یونی اجازه دارند تا در سنتز پلی‌الکترولیت و یونومرهای با دو کاتیون آمونیوم چهارتایی حلقوی، بر روی هر گروه یونی متصل شوند.
DABCO و آمین‌های مرتبط آنتی‌اکسیدان‌های مؤثری در حذف اکسیژن تک‌الکترونی بوده، و به همین دلیل در بهبود طول عمر رنگ‌ها کاربرد دارند. این ویژگی DABCO، در لیزرهای رنگی و در استقرار نمونه‌های میکروسکوپ فلوئورسانس (زمانی که با گلیسرول و PBS بکار می‌روند) بسیار کاربرد دارد. همچنین DABCO می‌تواند برای دمتیله کردن (متیل زدایی) نمکهای آمین نوع چهارم با حرارت در دی‌متیل‌فرمامید (DMF) بکار رود.

## تولید
این ماده با واکنش حرارتی ترکیبات از نوع H2NCH2CH2X (X = OH, NH2, or NHR) در حضور کاتالیزورهای زئولیتی تهیه می‌شود. یک روش ایده‌آل تهیه، با تبدیل از اتانول‌آمین نشان داده شده‌است:
3 H2NCH2CH2OH → N(CH2CH2)3N + NH3 + 3 H2O

## کاربردها
در سیستم‌های محافظتی، فیلتر کربن فعال ماسک‌های شیمیایی و بیولوژیک و نظایر آن، DABCO بکار می‌رود.